# ダヴィド・キムヒ
ダヴィド・キムヒ（David Qimchi(Qimhi, Kimhi), 1160年　ナルボンヌ - 1235年　同地）はフランスのユダヤ教徒のヘブライ語学者・聖書学者である。通称はレダク Redaq。メトル・プティ Maistre Petit とも。
著「Sefer Michlol」は辞書と文法書を兼ねたものである。キリスト教徒の間で用いられたが、大きな便益を与え、非常に人気があった。
これは以後のヘブライ語文法・辞典の基礎となった。
キムキとも。

## キムヒ一族
キムヒ一族はナルボンヌ・プロヴァンスに住み、他にも数人の優れたヘブライ語学者・聖書学者が有名である。

### ほかのダヴィド・キムヒ
- David Qimchi - 1350年頃の学者
- David Qimchi - 1738年以降イスタンブールに住んだ学者
- David ben Joseph Qimchi - 1326年頃のイタリア・フラスカーティ Frascati の学者。
- Isaac ben David Qimchi - 1736年の著作で有名なイスタンブールの学者
- Moses b. David Qimchi
- Moses b. Joseph Qimchi (ReMaQ) - Remak
- Nissim Joseph David Qimchi